# Geninho
Eugênio Machado Souto (Ribeirão Preto, 15 de maio de 1948), mais conhecido como Geninho, é um treinador e ex-futebolista brasileiro que atuava como goleiro. Atualmente está sem clube.

## Carreira como jogador
Começou nas divisões de base do Botafogo-SP de sua cidade natal, em 1963, e, com dezessete anos, já era o goleiro titular. Na época, o treinador era Rubens Minelli.
Atuando como goleiro profissional de 1966 até 1984, passou por várias equipes do interior paulista (Francana, São Bento, Paulista), além de passagens por Caxias, Vitória e Novo Hamburgo.
Em setembro de 1984, com trinta e seis anos de idade, atuando como titular do Novo Hamburgo, após uma lesão no joelho, recebeu o convite para ser o treinador do clube gaúcho. Aceitou porque, segundo ele, já era hora de parar de jogar e iniciar uma nova carreira.
Formou-se em direito em, 1973 pela Faculdade Laudo de Camargo de Ribeirão Preto, e exerceu a profissão de advogado entre 1974 e 1975.

## Carreira como treinador

### Santos
Depois de uma passagem pelo juniores, em 26 de outubro de 1987, assumiu o comando do Santos.

### Sãocarlense
Em 1990, por duas vezes esteve à frente do Sãocarlense, onde conquistou o acesso para a atual Série A1 do Campeonato Paulista, com um trabalho de persistência técnico, tática e união do grupo.

### Al-Shabab
Em sua primeira passagem por uma equipe da Arábia Saudita, em 1993, foi treinador do Al-Shabab, clube da capital Riade. Apesar de ter assinado um contrato curto de apenas seis meses, conquistou as duas competições mais importantes do país: a Copa da Coroa do Príncipe e a Copa do Rei.

### Paraná
Em 2000, Geninho comandou o Paraná Clube na Copa João Havelange, que tomou lugar do Campeonato Brasileiro, dividindo os times em dois módulos; o Paraná participou do Módulo Amarelo (2ª divisão). Com o terceiro lugar no grupo classificatório, a equipe paranaense conseguiu chegar na final do módulo após as fases eliminatórias e conquistou o título contra o São Caetano. O título sacramentou a volta do clube à elite do futebol brasileiro no mesmo ano, chegando às quartas de finais, sendo eliminado pelo Vasco da Gama, campeão daquele ano.

### Santos
Em sua terceira passagem pelo Santos, em 2001, chegou a semifinal do Campeonato Paulista de 2001, sendo eliminado com um gol aos 47 minutos do segundo tempo. Após a boa campanha, deu sequência ao trabalho no Campeonato Brasileiro, mas com a debandada de jogadores experientes e uma sequência de empates, deixou o time em 27 de agosto apesar do mesmo seguir invicto no campeonato.

### Atlético Paranaense
Viveu seu ápice em 2001, ao conquistar o título do Campeonato Brasileiro pelo Atlético Paranaense. Neste ano comandou o Furacão em 47 jogos, obtendo 26 vitórias, 12 empates e apenas nove derrotas, com o aproveitamento de 63,8%.

### Atlético Mineiro e Corinthians
No ano de 2002, foi contratado pelo Atlético Mineiro. O treinador fez uma campanha regular no comando da equipe, guiando o time até as oitavas de final do Campeonato Brasileiro, onde o Galo acabou sendo eliminado pelo Corinthians.
Em 2003, chegou a confirmar que renovaria com o Atlético. Entretanto, atraído por questões salariais, rescindiu com o time mineiro e assinou com o Corinthians, que demonstrou interesse devido ao bom retrospecto nos anos anteriores. Pelo Timão, conquistou o Campeonato Paulista daquele ano. No entanto, após maus resultados no Campeonato Brasileiro, em especial uma goleada sofrida por 6 a 1 para o Juventude, o treinador pediu demissão em setembro.

### Vasco da Gama e Al-Ahli
Geninho foi contratado pelo Vasco da Gama em 2004, onde conquistou o título da Taça Rio daquele ano. Porém, após uma sequência de resultados ruins, teve o contrato rescindido. No mesmo ano, foi para a Arábia Saudita, onde treinaria o Al-Ahli entre 2004 e 2005.

### Goiás
Após estas passagens, Geninho foi contratado para comandar o Goiás. Conseguiu a 3ª colocação no Brasileirão de 2005, levando assim a equipe para sua primeira participação da Copa Libertadores da América. O técnico conseguiu fazer o Esmeraldino ter uma boa campanha na primeira fase da Libertadores, além de ter conquistado o Campeonato Goiano. Assim, obteve reconhecimento definitivo no cenário nacional.

### Retorno ao Corinthians
Em maio de 2006, voltou ao Corinthians após três anos. Comandou a equipe durante a Copa Libertadores da América, sendo eliminado nas oitavas de final pelo River Plate. No Campeonato Paulista daquele ano, os resultados também não agradaram e, após um desmanche da equipe, foi demitido em agosto, com o clube no último lugar do Campeonato Brasileiro, correndo sérios riscos de rebaixamento.

### Sport
Voltou ao cenário nacional quando foi contratado pelo Sport, em junho de 2007. Com uma campanha regular no Campeonato Brasileiro, de altos e baixos, perdeu a chance na última rodada de levar o time à Copa Sul-Americana.

### Retorno ao Atlético Mineiro
Ainda em dezembro de 2007, foi recontratado pelo Atlético Mineiro para comandar o clube em 2008, ano de seu centenário. Porém, a perda do Campeonato Mineiro por um placar vexatório de 5 a 0 para o maior rival, o Cruzeiro, e a desclassificação na Copa do Brasil ante o Botafogo o levaram a entregar o cargo em maio.

### Botafogo
Por coincidência, viria a assumir o próprio Botafogo, duas semanas depois, com a eliminação do time carioca nas semifinais dessa mesma competição. Geninho havia sido trazido para substituir Cuca, em 31 de maio. Essa passagem do treinador pelo time alvinegro durou apenas seis jogos; destes, três foram derrotas, um empate e duas vitórias. Em um mês e dez dias, ele acabou saindo do clube, por um acordo comum entre as partes. Seu último jogo como técnico do Botafogo foi na derrota por 5 a 2 para o Vitória, no Barradão.

### Retorno ao Atlético Paranaense
No dia 4 de setembro de 2008, acertou seu retorno ao Clube Atlético Paranaense. Essa foi a segunda passagem do treinador pelo clube curitibano.
Começou bem o ano de 2009, conquistando o Campeonato Paranaense em maio. No entanto, após uma goleada por 4 a 0 sofrida para o Atlético Mineiro, válida pelo Campeonato Brasileiro, Geninho pediu demissão no dia 7 de junho.

### Náutico
Em 13 de julho, foi contratado pelo Náutico, que havia ficado sem técnico por conta da saída de Márcio Bittencourt, após a goleada sofrida diante do Palmeiras. Depois de não evitar o rebaixamento do Timbu para a Série B do ano seguinte, deixou o comando do clube pernambucano.

### Atlético Goianiense
No dia 20 de fevereiro de 2010, assumiu o comando do Atlético Goianiense para a temporada. Acabou conquistando o Campeonato Goiano e, depois de uma sequência de derrotas e apenas uma vitória no Campeonato Brasileiro, pediu demissão.

### Sport, Atlético Paranaense e Vitória
Após a saída de Toninho Cerezo do comando do Sport, Geninho acertou seu retorno ao clube pernambucano em agosto de 2010. O treinador permaneceu no cargo até fevereiro do ano seguinte, quando pediu demissão após uma derrota por 2 a 0 para o rival Santa Cruz.
Dias depois, retornou ao Atlético Paranaense após o fracasso de Sérgio Soares e do auxiliar Leandro Niehues no comando do clube. Após apenas dez jogos, e mesmo com um aproveitamento de pontos de mais de 80%, foi demitido do comando do clube em 4 de abril de 2011.
Pouco mais de um mês depois, no dia 19 de maio, acertou seu retorno ao Vitória, clube que já havia treinado na década de 1990. Foi demitido no fim de julho, após uma sequência de maus resultados.

### Comercial e Portuguesa
Em 28 de fevereiro de 2012, acertou com o Comercial de sua cidade natal, substituindo Márcio Fernandes. Porém, após o rebaixamento do clube para a Série A2 de 2013, o treinador saiu do clube.
Logo após deixar o Comercial, foi anunciado como novo treinador da Portuguesa no dia 20 de abril.

### Terceira passagem pelo Sport
Posteriormente 13 de setembro de 2013, foi anunciado como novo treinador do Sport, onde conseguiu o acesso do clube pernambucano de volta a elite do futebol brasileiro. Foi demitido após mal desempenho na Copa do Nordeste, sendo substituído pelo interino Eduardo Baptista.

### Avaí
No dia 5 de junho de 2014, o Avaí anunciou a contratação do seu novo treinador, que assumiria o time na paralisação da Série B para a Copa do Mundo FIFA, mais precisamente no dia 16 de junho. Sua estreia pelo time foi em um amistoso disputado durante a parada das competições oficiais devido a Copa do Mundo; o Avaí empatou em 1 a 1 com o Guarani de Palhoça no estádio Renato Silveira, em Palhoça. Na Série B do Campeonato Brasileiro, estreou no dia 15 de julho, quando venceu o Atlético Goianiense por 2 a 1 na Ressacada. A primeira derrota aconteceu no dia 23 de julho, quando o Leão perdeu para o Palmeiras por 2 a 0 na Ressacada, pela 3ª fase da Copa do Brasil.
Geninho desfalcou o Avaí na 27ª rodada do Brasileiro da Série B. O treinador já havia avisado a diretoria Azzura na assinatura do contrato que essa data não poderia estar junto ao time, pois haveria a cerimônia de casamento do seu filho caçula. Coincidência ou não, o time saiu derrotado por 2 a 0 para o Náutico, em plena Ressacada, encerrando a série invicta de 12 jogos do time na competição. Na ocasião, a equipe foi comandada pelo auxiliar Ricardo Henry.
No Campeonato Brasileiro, comandou o Avaí para conquistar o seu maior objetivo, se classificando à Série A de 2015. O time foi para a última rodada precisando vencer o Vasco da Gama e torcer por uma derrota do Boa Esporte e a "não vitória" do Atlético Goianiense. E foi o que aconteceu, o Icasa venceu o Boa por 3 a 2, o Santa Cruz venceu o Atlético pelo mesmo placar e o Avaí venceu o Vasco na Ressacada com um gol do ídolo Marquinhos, conquistado assim o tão sonhado acesso.
| “ | É muito bom dar alegria para essas pessoas que me receberam muito bem. Me fizeram sentir um manezinho da Ilha. | ” |

Já no primeiro dia útil após o acesso no Campeonato Brasileiro, a diretoria do clube entrou em acordo com o treinador e renovou o contrato para a temporada seguinte.
Após um 2014 dos sonhos, não conseguiu repetir a campanha no ano seguinte. Após fazer uma campanha pífia na primeira fase do Campeonato Catarinense, o time foi disputar o "Quadrangular da Morte" onde iria lutar contra o rebaixamento. No dia 14 de março de 2015, após perder de 5 a 3 para o Guarani de Palhoça de virada, na segunda rodada do quadrangular, pediu demissão do clube azurra. O técnico avaliou a sua passagem pelo clube catarinense como satisfatória, principalmente porque cumpriu e foi além do objetivo que lhe foi traçado: não deixar o Avaí cair para a Série C do Campeonato Brasileiro, levou o time ao acesso da Série A. O aproveitamento do experiente treinador no Avaí foi de 46,5% com 16 vitórias, 12 empates e 15 derrotas.
No dia 19 de abril de 2018, foi anunciado o seu retorno ao Avaí, após a demissão de Claudinei Oliveira. Após três anos, voltou ao clube de Florianópolis para a disputa da Série B do Campeonato Brasileiro.

### Ceará
No dia 1 de julho de 2015, foi contratado pelo Ceará para tentar tirar o time da zona de rebaixamento da série B do brasileiro. Foi demitido do comando técnico alvinegro após oito jogos: duas vitórias, quatro empates e duas derrotas.

### ABC
Na temporada seguinte, mais especificamente em fevereiro, após a demissão do técnico Narciso, foi anunciado como técnico do ABC com o objetivo de se reabilitar no Campeonato Potiguar e na Copa do Nordeste e de conquistar o acesso à Série B. Foi um dos heróis do ABC ao tirar o time alvinegro de um jejum de cinco anos sem ganhar o Campeonato Potiguar, tal jejum foi encerrado após uma goleada histórica por 4 a 0 diante do rival América de Natal. Diante do Botafogo-SP, da sua cidade natal Ribeirão Preto, conquistou o tão sonhado acesso com o Mais Querido após empatar em 0 a 0 no primeiro jogo em São Paulo e vencer em Natal por 1 a 0, com gol marcado por Erivélton. No final de 2016, teve seu vínculo com o ABC renovado até o fim de 2017.
Em março de 2017, completou um ano a frente do cargo de treinador do ABC e foi homenageado antes da partida contra o Audax em que o Mais Querido venceu nos pênaltis e avançou para a próxima fase da Copa do Brasil.
| “ | Fiquei muito agradecido ao reconhecimento e a homenagem que recebi. Tenho dito, não escondo de ninguém, que me sinto muito bem aqui. Já tive convites para sair no ano passado, quando estávamos nos encaminhando para a final da Série C. Tive dois ou três convites para ir embora, optei por ficar e não me arrependo. Primeiro porque conseguimos o acesso, que era um objetivo; segundo porque demos uma alegria muito grande ao pessoal que tem me tratado muito bem. Não é só a torcida do ABC, o povo de Natal tem me tratado muito bem, não tinha porque ter vontade de sair. | ” |

| “ | Me sinto bem aqui e fiquei muito feliz de ter completado um ano. Não sabia meus números, não sou de fazer acompanhamento de números, de quantos jogos ganhei ou perdi. Fiquei satisfeito em saber que o aproveitamento foi positivo. Conseguimos um título, um acesso, esse ano já passamos duas fases na Copa do Brasil e estamos brigando pelo título do primeiro turno. Então, o trabalho tem sido gratificante e quando se recebe uma homenagem dessa é porque você está agradando. É claro que ninguém agrada todo mundo, ninguém é unanimidade e quem sou eu para ser. Estou satisfeito em ter reconhecimento em cima daquilo que faço com muito carinho e amor. | ” |

Em maio, consagrou-se bicampeão potiguar após vencer o Globo por 1 a 0 em Ceará-Mirim, gol um com de Eduardo Echeverría, e empatar em 0 a 0 no Frasqueirão, em Natal. Esse foi o 54º título conquistado pelo ABC em sua história, o maior campeão estadual no Brasil.
No entanto, após uma sequência alta de derrotas, resultando numa má campanha na Série B, Geninho entregou seu cargo em julho e optou por sair do comando técnico do ABC. Ao longo da sua passagem vitoriosa pelo Alvinegro, foi bicampeão do Campeonato Potiguar, conquistou um acesso à Série B e esteve a frente do time em 85 jogos.
| “ | Eu tomei uma decisão hoje, talvez uma das decisões mais difíceis que eu tomei na minha vida. Passei uma noite praticamente sem dormir. Conversando com familiares, conversando com amigos, para que eu pudesse ter uma luz, pudesse tomar uma decisão, que eu achava que não era uma que eu queria, mas era necessária. É realmente com muita tristeza que eu cheguei hoje de manhã e comuniquei à diretoria do ABC que eu estaria fora | ” |

### Sexta passagem pelo Vitória
Em março de 2022, após ficar sem treinar uma equipe por pouco mais de um ano, Geninho foi contratado pelo Vitória para a disputa da Série C, sendo esta a sexta passagem do treinador pela equipe baiana. No entanto, em pouco mais de um mês no comando técnico do Vitória, Geninho foi demitido após uma derrota por 3 a 0 para o Fortaleza, pela Copa do Brasil. No total, o treinador comandou a equipe em apenas quatro jogos.

## Títulos

### Como treinador
Santos
- Jogos Abertos do Interior: 1986
- 1º Copa Pelé: 1987

Vitória de Guimarães
- Torneio Póvoa de Varzim: 1988
- Taça da Amizade: 1988
- Supertaça Cândido de Oliveira: 1988

Al-Shabab
- Campeonato Saudita: 1992–93
- 1º Copa do Príncipe: 1993
- Copa do Rei: 1993

Paraná Clube
- Copa João Havelange - Módulo Amarelo: 2000

Atlético Paranaense
- Campeonato Brasileiro: 2001
- Campeonato Paranaense: 2009

Corinthians
- Campeonato Paulista: 2003

Vasco da Gama
- Taça Rio: 2004

Goiás
- Campeonato Goiano: 2006

Atlético Mineiro
- Taça Clássico dos 200 Anos: 2008

Atlético Goianiense
- Campeonato Goiano: 2010

ABC
- Copa RN: 2016 e 2017
- Campeonato Potiguar: 2016 e 2017

Avaí
- Campeonato Catarinense: 2019

### Prêmios individuais
- Seleção do Campeonato Potiguar: 2017